# Moult
Moult är en kommun i departementet Calvados i regionen Normandie i norra Frankrike. Kommunen ligger i kantonen Bourguébus som ligger i arrondissementet Caen. År 2018 hade Moult 2 654 invånare.

## Befolkningsutveckling
Antalet invånare i kommunen Moult
Referens:INSEE